# Tcheboksary
Tcheboksary (em russo:  Чебокса́ры, em tchuvache: Шупашкар, tr.: Şupaşkar) é uma cidade do centro da Rússia europeia, capital da República de Chuváchia e situada às margens do rio Volga.

## História
Fundada no século XIV, Tcheboksary transformou-se em um importante núcleo económico depois de finalizar-se o enlace ferroviário com Kanash em 1939.
Nesta cidade encontram-se o Museu Nacional Tchuvache (1921), a Universidade Estatal Chuváchia Ulyánov (1967), o Teatro de Ópera e Balé da República Chuváchia (1960) e o Congresso Nacional Tchuvache (1992).
Com 441 300 habitantes (censo de 2007) a cidade é dividida em três distritos municipais: Kalininski, Leninski, e Moscovski.

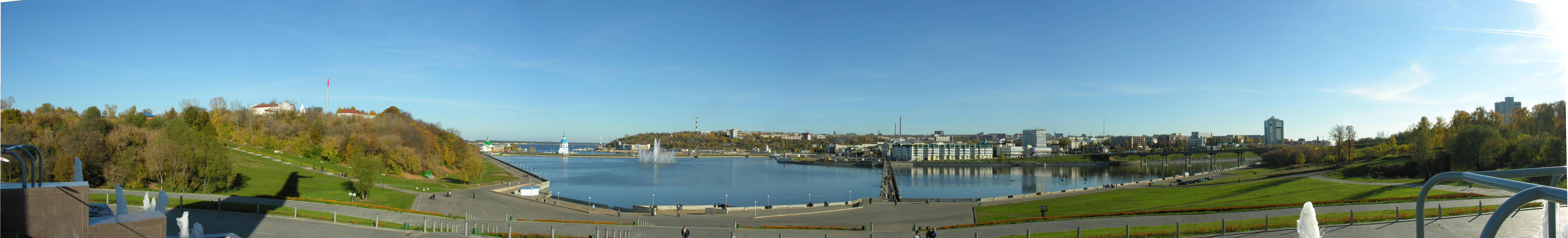
Panorama da cidade à tarde.

## Cidadãos notórios
- Nadejda Pavlova (1956), bailarina
- Valentina Yegorova (1964), ex-maratonista
- Valentina Bandeira (1994), atriz

## Monumentos
- Monumento à Mãe Protetora

## Economia
Há fábricas têxteis e de artigos de madeira e couro. Também há uma central hidroeléctrica.

## Esporte
A cidade de Tcheboksary é a sede do Estádio Olímpico e do FC Azamat, que participou do Campeonato Russo de Futebol.